# Reuben David Sassoon
Pour les articles homonymes, voir Sassoon.
Reuben David Sassoon, (1835-1905) est un homme d'affaires anglais.

## Biographie
Reuben David Sassoon est né en 1835. Son père est David Sassoon (1792-1864), un négociant juif d'opium et de coton en Chine qui sert comme trésorier de Bagdad de 1817 à 1829. L'un de ses frères est Arthur Sassoon (1840-1912).
Il travaille pour l'entreprise de son père, en tant que directeur de David Sassoon & Co. pour l'Inde de l'Est et la Chine. En 1865, il siège également au conseil d'administration de la China Steamship and Labuan Coal Company aux côtés de TC Bruce, Sir JD Elphinstone, Harry Borradaile, HB Loch, Henry Alers Hankey, William Miller, Edward Pereira, G.Lathom Brown, Alexander Sinclair, James N. Daniel et John Hickie .
Il reçoit l'ordre royal de Victoria. Avec Abraham Jacob David et Marcus David Ezekiel, il est impliqué dans la synagogue Ohel Leah près de Staunton Street à Hong Kong en 1898 .
Il épouse Catherine Sassoon (1838-1906). Ils résident dans 7 Queens Gardens (aujourd'hui démolis) à Brighton & Hove, East Sussex. Ils ont eu 6 enfants :
- Rachel Sassoon (1860)
- Luna Sassoon (1866)
- David Reuben Sassoon (1867)
- Mozelle Sassoon (1869[8])
- Flora Cecilia Sassoon
- Judith Louise Sassoon (1874–1964[4],[9]). Elle épouse Cavendish Boyle (en) (1849–1916) et devient membre de l'ordre de l'Empire britannique.

Il est mort en 1905. Sa femme est décédée un an plus tard, en 1906, et elle est enterrée au cimetière Novo Beth Chaim dans le Mile End, à l'est de Londres. Sa photogravure, réalisée par Walker &amp; Boutall en 1897, est à la National Portrait Gallery de Londres.